# ルサコフ労働者クラブ
ルサコフ労働者クラブ（ルサコーフ・クラブ、Дом культуры имени И.В.Русакова、Rusakov Workers' Club）は、ロシアの首都モスクワにある労働者クラブ。設計はコンスタンチン・メーリニコフ。ロシア構成主義建築の代表作の一つと評価される。建設は1927年から1928年にかけて行われた。
「労働者クラブ」とは、ソ連における文化施設の一般的な名称である。ロシア革命後のプロレタリアートのための教育文化機関であり、集団主義的な新生活様式を普及促進するための施設でもあった。1926年にソ連政府は労働者クラブの建設に関する政令を公布し、1927年から1928年にかけて労働者クラブの建設ラッシュが出現した。建築ラッシュのため、コンペや当局による検閲を免れたため、ユニークな建築が誕生したが、ルサコフ労働者クラブやズーエフ労働者クラブ（ズーエフ・クラブ）は、その典型である。
ルサコフ労働者クラブのデザインは、三角形を基調として、いわば扇に似た平面図である。ファザードは3つのホールがキャンティレバー（片持ち梁）によって支えられ、コンクリートの立方体が突き出た特徴的な外観を形成している。また、これらの客席が可動式間仕切壁によって、1000人以上を収容可能な大ホールに統合される。
建物の背面には事務室を設置している。建築素材としては、コンクリート、レンガとガラスが使用され、正面ファザードがコンクリートとガラスのアヴァンギャルドな外観なのに対し、背面側は隣接する住宅に配慮してレンガを使用した対照的なたたずまいを醸し出している。メーリニコフによれば、建物の機能は外部である程度まで表現され、それをメーリニコフは「緊張する筋肉」と表現した。
2005年にロシア中央銀行が発行した3ルーブル記念銀貨には、裏面にルサコフ労働者クラブのレリーフが用いられている。